# Juliusz Dreszer
Juliusz Bronisław Dreszer (ur. 26 maja 1892 w Grodzisku Mazowieckim, zm. 14 maja 1937 w Warszawie) – rotmistrz rezerwy Wojska Polskiego, adwokat, kawaler Orderu Virtuti Militari.

## Życiorys

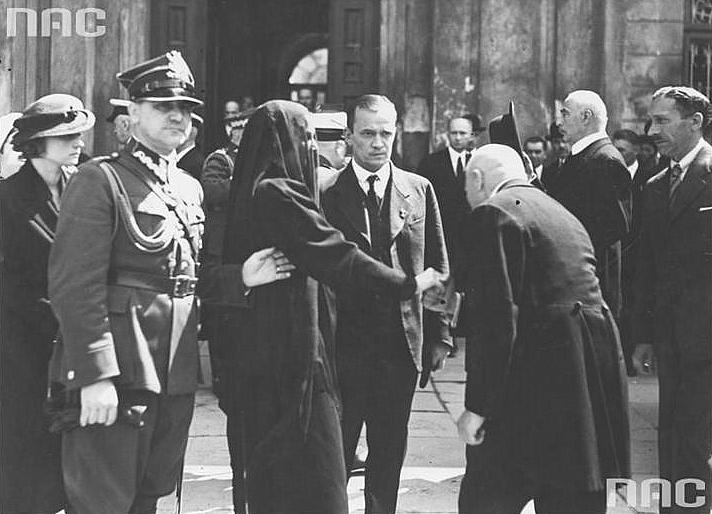
Juliusz Dreszer (czwarty z lewej) podczas pogrzebu brata, Gustawa Orlicz Dreszera (1936)

Urodził się 26 maja 1892. Był synem Jana Augusta (1863–1931), adwokata, notariusza, działacza niepodległościowego i Emilii z domu Rusch. Jego braćmi byli Zygmunt (1888–1947), polityk PPS, poseł, Gustaw (1889–1936), generał, Rudolf (1891–1958), generał. W 1900 wraz z rodziną przeniósł się do Częstochowy, gdzie jego ojciec założył prywatną kancelarię. W tym mieście bracia Dreszerowie uczęszczali do Gimnazjum Rządowego. W czasie rewolucji 1905 roku Juliusz Dreszer uczestniczył w strajku szkolnym. Wydalony ze szkoły w następnym roku kontynuował naukę w prywatnym Gimnazjum Polskim w Częstochowie. Później kształcił się w Prywatnych Kursach Handlowych Męskich Augusta Zielińskiego w Warszawie. Praktykę odbywał w Legnicy.
Przed 1914 był handlowcem i przemysłowcem we Lwowie. W 1912 został referentem i zastępcą dyrektora firmy Spółka Maszynowa i Kredytowa we Lwowie, w 1913 został zastępcą zawiadowcy w firmie Towarzystwo Terenowe sp. z o.o. we Lwowie.
Po wybuchu I wojny światowej wstąpił do Legionów Polskich. Służył w 1 pułku ułanów. Był żołnierzem I szwadronu pułku. W 1915 mianowany podoficerem. W 1917 ukończył Szkołę Oficerską Kawalerii w Ostrołęce. Po odzyskaniu przez Polskę niepodległości został przyjęty do Wojska Polskiego. Brał udział w wojnie polsko-bolszewickiej w szeregach 11 pułku ułanów Legionowych oraz w szeregach 201 Ochotniczego pułku szwoleżerów, którego dowódcą był wówczas jego brat rtm. Rudolf Dreszer. Służył jako adiutant pułku i dowódca szwadronu. Brał udział w kontrofensywie na Wołyniu w 1920. W 1921 za swoje czyny został odznaczony Krzyżem Srebrnym Orderu Wojskowego Virtuti Militari. Został awansowany do stopnia rotmistrza rezerwy kawalerii ze starszeństwem z dniem 1 czerwca 1919. W latach 20. i 30. był oficerem rezerwowym 1 pułku szwoleżerów w Warszawie.
Podczas I wojny światowej rozpoczął studia prawnicze, które ukończył w niepodległej Polsce. W okresie II Rzeczypospolitej po przeniesieniu w stan spoczynku pracował jako adwokat w Warszawie. Działał w Lidze Morskiej i Rzecznej. W okresie II RP został osadnikiem wojskowym w osadzie Orliczyn (gmina Chotiaczów w województwie wołyńskim), wraz z nim osadnikami byli tam jego brat Rudolf oraz płk Stanisław Dreszer. Przed wyborami parlamentarnymi do Sejmu RP w 1935 został mianowany komisarzem wyborczym w okręgu wyborczym nr 6.
Zmarł 14 maja 1937 w Warszawie wskutek komplikacji po przebytej grypie. Został pochowany na Cmentarzu Wojskowym na Powązkach w Warszawie (kwatera 5A-6-18).
Jego żoną od 1924 był Helena Natalia z domu Matecka (ur. 1896).

## Ordery i odznaczenia
- Krzyż Srebrny Orderu Wojskowego Virtuti Militari nr 247 – 1921[9]
- Krzyż Niepodległości (17 marca 1932)[22]
- Krzyż Oficerski Orderu Odrodzenia Polski (10 listopada 1933)[23]
- Krzyż Walecznych (czterokrotnie)